# Fahrenheit 451 (regény)
A Fahrenheit 451, vagy magyarosabban 451 Fahrenheit-fok 1953-ban megjelent disztópikus sci-fi regény Ray Bradbury tollából. A regény egy olyan jövőbeli Amerikában játszódik, ahol betiltották az olvasást, és elégetik a könyveket. Központi témája a televízió irodalomra mért negatív hatása, és felhívja a figyelmet az olvasás és az önálló gondolkodás fontosságára. A Fahrenheit 451-ben ábrázolt társadalom kártékony hatásúnak találja az irodalmat; információt csak televíziós műsorokból és képregényekből lehet szerezni, melyeket erőteljesen meghamisítottak és cenzúra alá vetettek.
A regényből François Truffaut rendezett filmet 451 Fahrenheit (1966) címmel. A BBC pedig több részes rádiós drámát. Mind a film, mind a rádiós dráma szorosan követi a regény cselekményét. 2018-ban Ramin Bahrani rendezésében újabb adaptáció készült. A filmes feldolgozáson kívül létezik képregény adaptáció Ray Bradbury's Fahrenheit 451: The Authorized Adaptation címmel, aminek illusztrátora Tim Hamilton volt. Ezen kívül a regény négy és fél órás hangoskönyv változata is elkészült, valamint e-könyvként is hozzáférhető 2010. novembere óta.

A Fahrenheit 451-nek öt magyar kiadása ismert. Először az Európa Kiadó adta ki 1966-ban, majd 1982-ben, a Marsbéli krónikák című kötetben, több Bradbury novellával együtt. A harmadik és a negyedik magyar kiadásra a Göncöl Kiadó jóvoltából került sor. A harmadik, 1991-es kiadás is gyűjteményes volt. Ezúttal az A tetovált asszony című elbeszéléssel és a Tyrannosaurus Rex-szel együtt adták ki. A negyedik változat önállóan csak ezt a regényt tartalmazza, és 2003-ban jelent meg. A regényt 2013 első felében jelentette meg az Agave Kiadó is, Bradbury néhány magyarul még nem olvasható novellájával együtt. Mindegyik változat Lóránd Imre fordításában jelent meg.
451 Fahrenheit-fok – az a hőmérséklet, amelynél a könyvnyomó papír tüzet fog és elég. Ha vonalazott papírt tesznek eléd – másra írj.

## Cselekménye

### A tűzhely és a szalamandra
Egy esős napon hazafelé jövet Guy Montag, a tűzőr (angolul fireman, azaz „tűzoltó”) megismerkedik új szomszédjával, Clarisse McClellannal, akinek életvidám természete és szabadelvű nézetei elgondolkodtatják Montagot munkája szükségességét, helyességét és a saját boldogságát illetően. Hazatérve észreveszi, hogy felesége (Mildred) túladagolta az altatóit. Montag azonnal hívja a mentőket, de mivel a túladagolás gyakori és mindennapos eseménnyé vált, a kórház csak két technikust küld ki, hogy kitisztítsák a gyomrát, majd elvégezzék a vérátömlesztést. Másnap reggelre felesége az elképesztő étvágyától eltekintve teljesen egészségesnek tűnik, de a memóriáját módosították. Mildred úgy emlékszik az előző estére, hogy buliban volt és többet ivott a kelleténél. Mielőtt dolgozni menne, Montag megpróbálja elmagyarázni a feleségének, hogy szándékosan túladagolta az altatót, de Mildred tagadja, hogy öngyilkosságot kísérelt volna meg. Beszélgetésük közben a nő végig a TV-ben sugárzott interaktív műsort nézte. Az elkövetkezendő néhány napban Montag Clarisse-szel találkozgat, és a lány elmeséli neki, hogy a terapeutája és a környezete szerint egyaránt antiszociális, és kitaszítottnak érzi magát, mert érdeklik őt az olyan dolgok, mint a tánc, az utcai versenyzés és az agya megtornáztatása. Egy nap Clarisse-nek nyoma vész, és ekkor jön rá Montag, hogy milyen sivár valójában az élete. Miközben az egyik éjszaka beszélget a feleségével, Mildred elárulja neki, hogy Clarisse-t elütötték, a családja pedig elköltözött a halála után.
A következő napokban, mikor ő és a többi tűzőr betörnek egy könyvekkel teli ódon házba, Montag véletlenül elolvas egy sort az egyik könyvből: „Az idő elszenderült a délutáni ragyogásban”. Ez felkelti az érdeklődését, ezért ellopja a könyvet. Az idős asszony nem hajlandó elhagyni a házát, és inkább meggyújt egy gyufát, és saját magát gyújtja fel könyveivel együtt. Az események felkavarják Montagot, és értetlenkedve próbálja kitalálni, hogy vajon miért akarna valaki meghalni a könyvekért, mikor a társadalomra rossz hatással vannak. Az asszony halálának képe kísért Montag álmaiban, aki lelki beteg lesz, és kivesz egy szabadnapot. Beatty tűzőrkapitány látogatja meg őt a lakásán, hogy elmesélje neki a tűzőrség történelmét. Elmondja Montagnak, hogy a könyvek letűnt korok emlékeit őrzik, és nem a béke célját szolgálják, ellenben az új, médiára építő világgal. A könyvek megosztó és elgondolkodtató hatalmát az állam nem támogatta, ezért inkább az elégetésük mellett döntött, hogy megőrizzék az emberek nyugalmát. Mondandóját azzal a mondattal nyomatékosítja, hogy a tűzőrök a béke és a boldogság őrei. Mildred Montag párnája alatt talál néhány könyvet, de Beatty kapitány elárulja neki, hogy minden tűzőr ellop néha egy-egy könyvet kíváncsiságból, de huszonnégy órán belül meg kell semmisíteni.
Amint a kapitány elhagyja a házat, Montag megmutatja a feleségének, hogy a ventilátoruk mögé rejtette el a lopott könyveket. Mildred megpróbálja elégetni őket, de Montag megállítja, és elmondja neki, hogy el kell olvasniuk a könyveket, hogy saját maguk határozzák meg: képviselnek értékeket, vagy sem? Montag megígéri a feleségének, hogy a könyveket elégeti utána, és minden visszatér majd a régi kerékvágásba.

### A szita és a homok
Montag és felesége állandóan veszekednek egymással az ellopott könyvek miatt. Közel egy éve rejteget már el Montag könyveket a ventilátor mögé, és igyekszik megjegyezni a szövegüket, de a szavak nem maradnak meg a fejében. Eszébe jut egy olyan ember, akivel egyszer már találkozott: Faber, az egykori professzor. Montag Faber segítségét kéri, aki igyekszik megtanítani Montagnak az irodalom fontosságát, és felhívja a figyelmét arra, hogy csakis a segítségével maradhat fenn az emberi lét. Faber átad Montagnak két fülbe illeszthető adóvevőt, hogy segíthesse Montagot a mindennapi teendőiben. Ketten együtt elhatározzák, hogy tönkreteszik a tűzőrséget és a fennálló rendszert. Montag lakásában Mildred és barátnői teadélutánt tartanak. Teljesen elborzasztja a nők felszínes és lekezelő viselkedése a halállal, a politikával és a háborúval kapcsolatban. Ennek hatására elővesz egy könyvet, és felolvassa, hogy érzelmeket csaljon elő az üresfejű nőkből. Ehhez Matthew Arnold Doveri part című versét használja fel, sikerrel. Mildred megpróbálja azzal magyarázni Montag viselkedését, hogy csak azért olvas föl egy könyvből, hogy hallgathassák, mennyire nincs mondanivalója a beleírt szövegnek. A vers könnyeket csal az egyik nő szemébe, utána pedig mind elmennek, és kijelentik, hogy a közeljövőben nem jönnek majd látogatóba. Montag elégeti a könyvet, míg Mildred bezárkózik a mosdóba az altatóival.
Montag a következő nap tér vissza a rendőrkapitányságra egyetlen könyvvel, melyet Beatty a szemétbe dob. A kapitány elmeséli Montagnak az álmát, melyben egymás ellen harcoltak végtelenségbe nyúlva, közben pedig idézeteket vágtak egymáshoz különböző könyvekből. Beatty ekkor mutatja ki, hogy hívatása ellenére régen maga is fanatikus olvasó volt. A tűzriadó hatására Beatty kihúzza a lakás címét a diszpécserrendszerből, majd összegyűjti az embereit. A kocsijuk Montag háza előtt áll meg.

### Sárga Láng
Beatty arra utasítja Montagot, hogy égesse le a saját házát. Elárulja neki, hogy Mildred és a szomszédai árulták el. Montag látja is, ahogy Mildred elhagyja a házukat. Miután Montag elpusztítja a házat, Beatty észreveszi Montag adóvevőit, és Faber letartóztatását tervezgeti. Montag megfenyegeti őt a lángszóróval, de Beatty szándékosan kiprovokálja a saját elégetését. Ahogy menekül, az egyik robotkutya utoléri, és az egyik lábát megszúrja egy tűvel. Montagnak sikerül elpusztítania a kutyát.
A város utcáin rohanva eljut Faber házához, aki elmagyarázza neki, hogyan juthat el vidékre, és veheti fel a kapcsolatot néhány könyvkedvelő értelmiségivel. Faber képernyőjén látják, hogy helikoptereken kívül egy újabb robotkutyát vetnek be Montag ellen, és belevonják a lakosságot is a nyomozásba. Montag elhagyja Faber házát, előtte azonban figyelmezteti, hogy égessen el mindent, amihez ő hozzáért. Montag úgy menekül meg, hogy egy folyóba veti magát, és az távol sodorja az embervadászoktól. A folyóból kikecmeregve ismerkedik meg pár idősebb férfival, akiket egy Granger nevű alak vezet. Ezek a férfiak értelmiségiek, akik szóról szóra betanulnak egy könyvet, majd az agyukban tartják, míg el nem érkezik a könyvtilalom korának vége. Amint megtanulták a könyveket, elégetik őket, hogy ne kerülhessenek rossz kezekbe. A televízió közben azt sugározza, hogy végeznek ki egy ártatlan embert, akiről azt állítják, hogy ő Montag. Ezzel fenntartják azt az illúziót, hogy a vadászat véget ért, a bűnöst pedig sikeresen elfogták.
A háború hamarosan kezdetét veszi. Montag tehetetlenül figyeli, ahogy a rakéták nukleáris bombákat dobnak a városra. Ebből levonja azt a következtetést, hogy Mildred már halott, de Fabernak talán sikerült eljutnia St. Louisba, hogy megtaláljon egy nyugalmazott nyomdászt. A robbanások azt sejtetik, hogy a környező településeket is hasonló módon pusztították el. Montag ironikusnak véli, hogy a világ, melyben mindent elégettek, végül önmagát égeti el.
Reggeli közben Granger mesél Montagnak a főnixmadárról, amely hamvaiból föltámadva új életet nyer, ezért van párhuzam közte és az emberiség között, beleértve azt is, hogy sorra elismétli a saját hibáit. Granger szerint nem ártott volna, ha az emberiség készíttet magának egy óriási tükröt, mellyel mindig visszanézhetne saját magára. A reggeli végeztével a kis csoport megindul a leégett város felé, hogy segítsen az újjáépítésben.

## Az alkotói folyamat és a mű fogadtatása
Bradbury 1947-ben írt egy novellát Bright Phoenix címmel (melynek átírt változata 1963-ban jelent meg az a The Magazine of Fantasy and Science-Fiction magazinban), melyet kibővített, és a The Fireman cím adta neki. A The Firemant a Galaxy Science Fiction közölte le 1951-ben, a februári számukban. A Ballentine Books adta ki legelőször a Fahrenheit 451-et, melynek hossza nagyjából a The Fireman kétszeresét tette ki. Pár hónappal később a regényt folytatásokban leközölték a Playboy 1954-es márciusi, áprilisi és májusi számában is. Bradbury a teljes regényt a Los Angeles-i Egyetem Powell Könyvtárában írta meg egy bérelt írógéppel.
1954-ben a Galaxy egyik kritikusa, Groff Conklin az utóbbi évek egyik legnagyszerűbb angol nyelvű regényének nevezte. Anthony Boucher és J. Francis McComas már mérsékeltebb érdeklődést mutattak a regény felé. Szerintük a regény „üres”, és tisztában voltak vele, hogy sok olvasó támadni fogja majd a kritikájukat. P. Schuyer Miller az Astounding Science Fiction magazinba írt egy kritikát a könyvről. A művet Bradbury egyik legsötétebb tónusú, már-már hisztérikusan támadó jellegű történetének tartja, ugyanakkor dicsérte a regény érzelmi tartalmát és aprólékosságát.
A Fahrenheit 451-et kitüntették 2004-ben a Retro Hugo-díjjal.

## A mű jelentésrétegei
Ray Bradbury szerint „…még nyomasztóbb, hogy 43 évvel ezelőtt előre láttam a politikai korrektséget. A tűzoltóparancsnok a regényben bemutatja, hogy a kisebbségek lépésről lépésre miként némítják el a közönséget, majd a gondolkodását is elfojtják: a zsidók gyűlölték Fagint és Shylockot – tűzre velük. A feketék Nigger Jimet nem szívelték, ahogy Huckleberry Finn-nel sodródik a tutajon – hadd égjen, de legalábbis ne legyen szem előtt. A női jogvédők Jane Austen ellen ágáltak, aki egy szörnyen kényelmetlen asszony volt egy borzalmasan régimódi korban – nyaktilót neki. A családvédők Oscar Wilde-tól irtóztak – el az útból, Oscar! A kommunisták a polgárokat utálták – lelőni őket! És ez így megy tovább és tovább. Míg egykor a többség zsarnokságáról írtam, ma kénytelen vagyok ezt kiegészíteni a kisebbségekével. Manapság mindkettő egyformán fenyeget, és irányítani akar.” (Kelley, 1996)

## Magyarul
- Fahrenheit 451; ford. Loránd Imre; in: Marsbéli krónikák. Kisregények, elbeszélések; vál. Kuczka Péter; Európa, Bp., 1966
- Fahrenheit 451 / A tetovált asszony / Tyrannosaurus rex; ford. Loránd Imre et al.; Göncöl, Bp., 1991
- Fahrenheit 451 és más történetek; ford. Loránd Imre, Pék Zoltán, Török Krisztina; Agave Könyvek, Bp., 2013

## Utóélete
Antal József magyar sci-fi-író sokat merített Bradbury klasszikusából, mikor megírta Diagnózis című regényét.